# Max Aub
Max Aub, född 2 juni 1903 i Paris, död 23 juli 1972 i Mexico City, var en spansk författare, dramatiker och teaterdirektör.
Under första världskriget flydde familjen Aub till Spanien. År 1939 flydde Max till Frankrike och hamnade i koncentrationslägret Le Vernet i tre år men lyckades ta sig till Mexiko 1942. Hans verk förbjöds i Spanien och kunde ges ut där först 1978.